# Koptská vazba
Koptská vazba je druh knižní vazby pocházející ze severní Afriky. Díky svému technickému provedení bývá také uváděn jako vazba bez výztuže, na rozdíl od evropského způsobu vazby na tkaloun či jiné vazy, je šito bez tohoto pomocného materiálu.
Pravděpodobným počátkem vazby knih do této podoby bylo 1. století našeho letopočtu, ale nejstarší doložené informace najdeme až u knih z doby kolem 4. století, nalezených při archeologických vykopávkách v Egyptě. Tyto první nálezy pocházejí ze 4. století našeho letopočtu, jsou to kodexy koptských křesťanů žijících v Egyptě. Tato forma knihy nese po celou dobu svého vývoje až na drobné výjimky téměř shodné znaky – knižní blok je tvořen sešitím za sebou řazených složek, ochranu tvoří připojené dřevěné, později papírové (lepenkové) desky s usňovým, pergamenovým, textilním nebo papírovým pokryvem.
Koptský způsob vazby se po staletí se uplatňoval v oblastech kolem středozemního moře, severní Africe a v islámských zemí blízkého východu. Větší knihy byly vždy vázány do pevných desek, menší i do měkké vazby. Zde je pak místo přední a zadní desky použito tenčího materiálu, který obklopuje celý blok a je prošit přímo samotnou vazbou.
V současnosti je asi nejvýznamnější umělcem, který se touto technologií zabývá je Keith Smith. Je autorem řady knih zabývajících se knižní vazbou, se specializací na vazby bez použití lepidla. Pro zajímavost je zde možno uvést, že Univerzitní knihovna Západočeské univerzity v Plzni má k dispozici řadu z nich.

## Historie
Koptové (arab. Kubtí = Egypťan), příslušníci nejpočetnější blízkovýchodní křesťanské minority, jsou christianizovanými potomky starověkých Egypťanů. V 5. století našeho letopočtu přijali monofyzitskou větev křesťanství, směr, jenž hlásá, že v Ježíši Kristu existuje pouze božská přirozenost. Byla založena Koptská pravoslavná církev a její alexandrijský patriarchát. Jako vyznavači heretického učení byli Koptové pronásledovaní byzantskou státní mocí, pod níž Egypt do doby arabské expanze spadal. U koptských věřících bývá často prováděna obřízka jako jeden z prvků, jež pronikly do náboženství z judaismu. Dalším specifikem je tetování, kříž jako symbol mučednictví v oblasti zápěstí (Nisan 2002: 135). Důraz je kladen na klášterní život, koptská religiozita je dodnes jiná než na Západě. Ateistů je minimum a pokud se vyskytují, nezbývá jim nic jiného než být zapojeni do života komunity, do níž se narodili a jež je determinována zejména náboženstvím. Koptové hovořili vlastním semitským jazykem, který se udržel v liturgii. Mají svůj specifický kalendář.